# Davide Milesi
Pour les articles homonymes, voir Milesi.
Davide Milesi (né à Roncobello le 27 décembre 1964) est un coureur de fond italien spécialisé en course en montagne et en marathon. Il a remporté la médaille d'or sur le marathon des Jeux méditerranéens de 1993.

## Biographie
À l'âge de 18 ans, il rejoint le groupe sportif du Fiamme Oro en tant que fondeur, un sport qu'il a déjà commencé à pratiquer depuis l'âge de 5 ans  et qu'il considère toujours comme son sport principal, même après avoir commencé à courir (à la fois sur route et en montagne). Il est notamment spécialisé dans le ski-alpinisme, discipline dans laquelle au cours de sa carrière il remporte 5 championnats d'Italie et une longue série de compétitions de niveau international (entre autres, 7 fois Parravicini, 4 fois le tour de Monviso, 8 fois Tre Rifugi, 8 fois Canin et 2 fois Transcavallo) . En 2000 et 2001, il participe aux championnats du monde de duathlon .
À partir de la seconde moitié des années 80, il commence à se consacrer plus continuellement à la course à pied, en particulier à la course en montagne, discipline pour laquelle en 1988 il est sélectionné au Trophée mondial, réussissant à remporter la médaille d'argent individuelle et la médaille d'or par équipe. Au cours des années suivantes, il est sélectionné à chaque reprise au Trophée mondial, où il remporte une médaille d'argent individuelle supplémentaire (en 1997) et 5 autres médailles d'or par équipe. En plus de ces succès, dans 2 autres éditions (en 1986, à ses débuts mondiaux, l'année où il termine sixième dans une course dominée par les athlètes italiens, qui conquièrent les 6 premières positions du classement, et en 1992), il court sur le parcours court, où il obtient une cinquième et une sixième place au niveau individuel et 2 médailles d'or par équipe, pour un total de 10 médailles dans sa carrière (dont 8 d'or, toutes par équipes). Toujours dans les mêmes années, il participe également à de nombreuses éditions des championnats d'Europe de course en montagne, où il remporte une médaille de bronze individuelle (en 1995, dans la première édition officielle des championnats) et 2 médailles d'or par équipe sur autant de participations. Au total, il participe à 8 championnats du monde et 2 championnats d'Europe, remportant la médaille d'or par équipe dans chacune de ses participations aux deux championnats. Dans sa carrière, il est également double champion d'Italie individuel dans cette discipline, en 1992 et 1995 (de plus, il remporte également 7 championnats d'Italie de relais en montagne ).
Dans les années 90, il commence également à se consacrer assidûment aux courses sur route, notamment au marathon et semi-marathon . En particulier, en 1992, il obtient son premier résultat d'importance nationale, s'imposant avec un temps de 2 h 14 min 31 s au marathon de Cesano Boscone. L'année suivante, il obtient l'un de ses plus importants succès en carrière sur route, en remportant la médaille d'or au marathon des Jeux méditerranéens en Languedoc-Roussillon, avec un temps de 2 h 18 min 42 s, qui est le record du marathon dans ces championnats . En 1994, il participe aux Championnats du monde de cross-country à Turin et aux Championnats du monde de semi-marathon à Oslo , une compétition à laquelle il a également participé lors de l'édition précédente, à Bruxelles. Toujours en 1994, en raison d'une fracture de fatigue, il est contraint de renoncer à sa participation aux Championnats d'Europe à Helsinki, pour lesquels il a obtenu un temps qualificatif de 2 h 12 min 44 s (au Marathon de Vienne 1994, dans lequel il s'était classé deuxième) et où il aurait pourrait se battre pour une place dans les premières positions . Ce n'est, entre autres, que la première d'un total de 6 fractures de fatigue, ce qui dans les années suivantes limite partiellement sa carrière . Malgré cela, en 1995, il fait partie des coureurs sélectionnés pour la Coupe du monde de marathon, dans laquelle il remporte une médaille d'or par équipe, en courant individuellement en 2 h 13 min 23 s, ce qui lui permet de remporter la médaille de bronze individuelle. 
En 1996, il fait partie des engagés aux Jeux Olympiques d'Atlanta, au cours desquels il conclut le marathon en 50e position avec un temps de 2 h 21 min 45 s. Au fil des ans, il participe à divers marathons internationaux, se plaçant régulièrement dans les dix premières positions. Son meilleur temps de sa carrière est de 2 h 11 min 57 s (auquel s'ajoute un temps de 2 h 9 min 55 s, non valide, obtenu au marathon de Catane en 1998 ,). Son record personnel du semi-marathon est de 1 h 2 min 57 s. En raison d'un grave accident, il se voit implanter une prothèse au genou gauche , mais malgré cela, en 2008, il réussit à reprendre la compétition , se classant dixième en 1 h 8 min 2 s au semi-marathon de Riva del Garda. L'année suivante, il quitte l'équipe sportive de la Forestale  mais, malgré la fin de sa carrière professionnelle à tous égards, il parvient tout de même à devenir champion italien de semi-marathon en catégorie SM45 en 2010, grâce à sa quatrième place au classement général (première de sa catégorie d'âge) au semi-marathon de Pavie, qui cette année-là compte comme championnats d'Italie (tout comme le semi-marathon de Riva del Garda de l'année précédente, dans lequel Davide est deuxième de sa catégorie d'âge) . Le temps de 1 h 7 min 49 s signé à Pavie est également le record italien du semi-marathon SM45 , (et le reste jusqu'en 2017) . 
Au fil des ans, Davide continue de participer aux compétitions de course en montagne (dont il remporte divers championnats de maître italiens, participant également aux championnats du monde de maître, où il remporte également une médaille de bronze en 2010)  et aux courses sur route. Il commence également à participer à des courses de raquette à neige, spécialité grâce à laquelle il participe aux Jeux Olympiques d'hiver à Vancouver en 2010 pour la course de démonstration de cette discipline, dans laquelle il remporte plusieurs courses en Italie, en Coupe d'Italie .

## Palmarès

### Course en montagne
| no  | masculin           | Course                                                  | Longueur | Départ            | Temps           |
| --- | ------------------ | ------------------------------------------------------- | -------- | ----------------- | --------------- |
| 6e  | 6e                 | Trophée mondial de course en montagne - Parcours court  | 10,95 km | 5 octobre 1986    | 47 min 35 s     |
| 2e  | Médaille d'argent  | Trophée mondial de course en montagne - Parcours long   | 14 km    | 15 octobre 1988   | 1 h 9 min 32 s  |
| 6e  | 6e                 | Trophée mondial de course en montagne - Parcours long   | 17,3 km  | 8 septembre 1991  | 1 h 28 min 52 s |
| 1re | Médaille d'or      | Sierre-Crans-Montana                                    | 14,7 km  | 13 octobre 1991   | 57 min 46 s     |
| 5e  | 5e                 | Trophée mondial de course en montagne - Parcours court  | 10,07 km | 30 août 1992      | 50 min 30 s     |
| 3e  | Médaille de bronze | Trophée européen de course en montagne                  | 12 km    | 15 juillet 1995   | 58 min 0 s      |
| 3e  | Médaille de bronze | Ascension du Monte Faudo                                | 24,9 km  | 14 juin 1998      | 1 h 34 min 49 s |
| 1re | Médaille d'or      | Scalata dello Zucco                                     | 11 km    | 12 juillet 1998   | 51 min 37 s     |
| 7e  | 7e                 | Trophée mondial de course en montagne                   | 15,2 km  | 28 septembre 1998 | 1 h 29 min 16 s |
| 1re | Médaille d'or      | Scalata dello Zucco                                     | 11 km    | 11 juillet 1999   | 52 min 13 s     |
| 1re | Médaille d'or      | Scalata dello Zucco                                     | 11 km    | 13 juillet 2003   | 54 min 8 s      |
| 1re | Médaille d'or      | Scalata dello Zucco                                     | 10 km    | 11 juillet 2004   | 44 min 1 s      |
| 3e  | Médaille de bronze | Val Gardena Extrem                                      | 19,1 km  | 7 septembre 2008  | 1 h 22 min 3 s  |
| 3e  | Médaille d'argent  | WMRA World Masters Mountain Running Championships - M45 | 8 km     | 28 août 2010      | 46 min 38 s     |
| 3e  | Médaille de bronze | AMA VK2                                                 | 11 km    | 22 juin 2019      | 1 h 58 min 6 s  |

### Route/cross
| Année                    | Compétition                            | Lieu               | Place    | Épreuve          | Temps               |
| ------------------------ | -------------------------------------- | ------------------ | -------- | ---------------- | ------------------- |
| 1992                     | Marathon de Cesano Boscone             | Cesano Boscone     | 1er      | Marathon         | 2 h 14 min 31 s     |
| 1993                     | Marathon de Turin                      | Turin              | 6e       | Marathon         | 2 h 15 min 15 s     |
| 1993                     | Jeux méditerranéens                    | Athènes            | 1er      | Marathon         | 2 h 18 min 42 s(CR) |
| 1993                     | Championnats du monde de semi-marathon | Bruxelles          | 25e      | Semi-marathon    | 1 h 2 min 42 s      |
| 1994                     | Maratonina delle 4 Porte               | Pieve di Cento     | 1er      | Semi-marathon    | 1 h 4 min 48 s      |
| 1994                     | Marathon de Vienne                     | Vienne             | 2e       | Marathon         | 2 h 12 min 44 s     |
| 1995                     | Maratonina delle 4 Porte               | Pieve di Cento     | 1er      | Semi-marathon    | 1 h 4 min 47 s      |
| 1995                     | Coupe du monde de marathon             | Athènes            | 3e       | Marathon         | 2 h 13 min 23 s     |
| 1995                     | Gran Premio degli 11 ponti             | Comacchio          | 3e       | Course populaire | 28 min 43 s         |
| 1995                     | Marathon de Berlin                     | Berlin             | 7e       | Marathon         | 2 h 11 min 58 s     |
| 1996                     | Maratonina delle Pace                  | Villa Lagarina     | 2e       | Semi-marathon    | 1 h 5 min 24 s      |
| 1996                     | Jeux olympiques d'été                  | Atlanta            | 50e      | Marathon         | 2 h 21 min 45 s     |
| 1996                     | Garda Trentino Half Marathon           | Gargnano           | 3e       | Semi-marathon    | 1 h 2 min 7 s       |
| 1996                     | Marathon de Carpi                      | Carpi              | 4e       | Marathon         | 2 h 13 min 30 s     |
| 1997                     | Marathon de Vienne                     | Vienne             | 5e       | Marathon         | 2 h 12 min 44 s     |
| 1997                     | Marathon de Carpi                      | Carpi              | 7e       | Marathon         | 2 h 14 min 55 s     |
| 1997                     | Marathon de New York                   | New York           | 15e      | Marathon         | 2 h 19 min 25 s     |
| 1997                     | Cross della Vallecamonica              | Darfo Boario Terme | 3e       | Cross-country    | 31 min 9 s          |
| 1998                     | Trofeo 3P                              | Alexandrie         | 5e       | Semi-marathon    | 1 h 7 min 11 s      |
| 1998                     | Lidingöloppet                          | Lidingö            | 7e       | Cross-country    | 1 h 40 min 38 s     |
| 1998                     | Marathon de Venise                     | Venise             | 19e      | Marathon         | 2 h 25 min 0 s      |
| 1998                     | Marathon de Sicile                     | Catania            | 3e       | Marathon         | 2 h 9 min 55 s      |
| 1999                     | Marathon de Naples                     | Naples             | 5e       | Marathon         | 2 h 20 min 2 s      |
| 1999                     | Stramonza                              | Monza              | 3e       | Semi-marathon    | 1 h 5 min 56 s      |
| 1999                     | Marathon de Monaco                     | Monaco             | 8e       | Marathon         | 2 h 20 min 19 s     |
| 1999                     | Millennium for Peace Marathon          | Assise             | 1er      | Marathon         | 2 h 22 min 29 s     |
| 2000                     |                                        |                    |          |                  |                     |
| Maratona di Sant'Antonio | Padoue                                 | 3e                 | Marathon | 2 h 20 min 15 s  |                     |
| 2002                     | Marathon del Salento                   | Parabita           | 4e       | Marathon         | 2 h 32 min 2 s      |
| 2003                     | 5 Castelli Half Marathon               | Bedizzole          | 3e       | Semi-marathon    | 1 h 7 min 52 s      |

## Records
| Épreuve       | Performance     | Date                  | Lieu              |
| ------------- | --------------- | --------------------- | ----------------- |
| 10 000 mètres | 29 min 28 s 47  | San Giovanni Valdarno | 15 mai 1993       |
| 10 kilomètres | 29 min 25 s     | Bolzano               | 31 décembre 1993  |
| 10 miles      | 50 min 30 s     | Berne                 | 4 mai 1996        |
| 20 kilomètres | 1 h 2 min 54 s  | Alphen-sur-le-Rhin    | 13 mars 1999      |
| Semi-marathon | 1 h 2 min 7 s   | Gargnano              | 29 septembre 1996 |
| Marathon      | 2 h 11 min 58 s | Berlin                | 24 septembre 1995 |